# Джак Хигинс
Хенри Патерсън (на английски: Henry Patterson) е английски писател, автор на бестселъри в жанровете трилър и криминален роман. Пише под псевдонимите Джак Хигинс (на английски: Jack Higgins), Мартин Фалън (Martin Fallon), Джеймс Греъм (James Graham) и Хю Марлоу (Hugh Marlowe). Впоследствие всички книги са преиздадени под името Джак Хигинс. Издаван е в България и като Джек Хигинс.

## Биография и творчество
Роден е на 27 юли 1929 г. в Нюкасъл ъпон Тайн, Англия, в семейството на корабостроителя Хенри Патерсън и Хенриета Хигинс. Баща му напуска семейството и той се мести в майка си в Белфаст, където израства, сред политическото и религиозно насилие по това време, като преживява стрелба по трамвай и бомба в киносалон. Когато е 12-годишен майка му се омъжва и семейството се мести в Лийдс. От малък е запален читател. Завършва гимназия и колеж в Лийдс. В периода 1947-1949 г. служи в Британската армия като експерт по оръжията в кавалерията по протежение на източногерманската граница по време на Студената война. Участва в Кралските конни надбягвания през 1947-1950 г.
В периода 1950-1958 г. работи различни временни работи вариращи от чиновник до шофьор и работник в цирк. Едновременно учи и през 1958 г. завършва педагогика в Колежа за учители „Бекет Парк“. В периода 1958-1964 г. е учител по история в гимназия „Алертън“. Като външен студент завършва през 1962 г. социология с отличие и бакалавърска степен Лондонското училище по икономика и политически науки. В периода 1964-1968 г. е преподавател по либерални изследвания в Търговския колеж в Лийдс, в периода 1968-1970 г. е старши преподавател в колежа „Джеймс Греъм“ в Ню Фърнли, Лийдс, в 1971-1973 г. е преподавател в Университета на Лийдс и в Университета на Манчестър.
Започва да пише романи през 1959 г. Първият му роман „Sad Wind from the Sea“ е публикуван през 1959 г. В следващите години пише и под различни псевдоними. Героите в трилърите му са закоравени и цинични, и имат срещу себе си безмилостни злодеи в опасни местности и локали. За сюжетите на произведенията си черпи от историята и биографиите на известни личности и организации като Дилинджър и Ирландската републиканска армия, и често се фокусират върху значими събития и конфликти като Втората световна война, Корейската война и Карибската криза.
Романът му „A Candle for the Dead“ от 1966 г. е екранизиран през 1967 г. във филма „The Violent Enemy“ с участието на Том Бел и Сюзън Хампшър. Филмът е бил забраняван по политически причини.
Трилърът му „The Wrath of God“ (Гневът на Бога) от 1972 г. е екранизиран в едноименния филм с участието на Робърт Мичъм, Рита Хейуърт и Франк Лангела.
Популярността му нараства, той напуска работата си на преподавател и се посвещава на писателската си кариера. Трилърът му „Орелът кацна“ е екранизиран през 1976 г. в международния блокбъстър „Орелът се приземи“ с участието на Майкъл Кейн, Доналд Съдърланд и Робърт Дювал.
Филмът, по романа му „A Prayer for the Dying“, „Молитва за умиращия“ от 1987 г. с участието на Мики Рурк, Боб Хоскинс и Алън Бейтс става от най-спорните филми на осемдесетте години.
През 1992 г. е публикуван трилърът му „Eye of the Storm“ (Окото на бурята) от поредицата „Шон Дилън“. Главният герой е безмилостен млад ирландец-философ, който в много отношения е сбор на предишните герои на писателя, с усет към езиците, с уменията по бойните изкуства, и огнестрелните оръжия, с цинизма си, с поемането на отговорност за лично правосъдие, недостъпно за цивилизованата правна система. Романът е екранизиран през 1997 г. в телевизионния филм „Наемник“ с участието на Роб Лоу, Кенет Кранам и Дебора Мур. Книгите от поредицата стават основни в творчеството му.
Произведенията на писателя често са в списъците на бестселърите. Те са преведени на много езици и са издадени в над 250 милиона екземпляра по света.
През 1995 г. е удостоен с почетната степен „доктор хонорис кауза“ от Университета на Лийдс. Член е на Кралското общество на изкуствата и на Асоцияцията на посателите на криминални романи. Експерт е по гмуркане и стрелба.
На 27 декември 1958 г. се жени за Ейми Маргарет Хюит. Имат четири деца – Сара (1960), Рут (1962), Шон (1965), Хана (1974). Развеждат се през 1984 г. През 1985 г. се жени за Денис Лесли Ан Палмър. Дъщеря му Сара също е писателка.
Хенри Патерсън живее със семейството си в Джърси, Нормандски острови.

## Произведения

### Като Хенри Патерсън

#### Самостоятелни романи
- Sad Wind from the Sea (1959)
- Cry of the Hunter (1960)
- The Thousand Faces of Night (1961)
- Comes the Dark Stranger (1962)
- Hell Is Too Crowded (1962)
- The Dark Side of the Island (1963)
- Pay the Devil (1963)
- A Phoenix in Blood (1964)
- Thunder At Noon (1964) – издаден и като „Dillinger“
Дилинджър, изд.: „Абагар“, София (1992), прев. Венцислав Венков
- Wrath of the Lion (1964)
- The Iron Tiger (1966)
- Toll for the Brave (1971)
- To Catch a King (1979)

#### Серия „Ник Милър“ (Nick Miller)
1. The Graveyard Shift (1965)
2. Brought in Dead (1967)
3. Hell Is Always Today (1968)

### Като Мартин Фалън

#### Серия „Пол Чавес“ (Paul Chavasse)
1. The Testament of Caspar Schultz (1961) – издаден и като „The Bormann Testament“
2. Year of the Tiger (1963)
3. The Keys of Hell (1965)
4. Midnight Never Comes (1966)
5. The Dark Side of the Street (1967)
6. A Fine Night for Dying (1969)

#### Серия „Саймън Вон“ (Simon Vaughn)
1. The Dark Side of the Street (1967)
2. The Savage Day (1972)
3. Day of Judgement (1978)

### Като Хю Марлоу

#### Самостоятелни романи
- Seven Pillars to Hell (1963) – издаден и като „Sheba“
- Passage By Night (1964)
- A Candle for the Dead (1966) – издаден и като „The Violent Enemy“

### Като Джеймс Греъм

#### Самостоятелни романи
- A Game for Heroes (1970)
- The Wrath of God (1972)
- The Khufra Run (1973)
- The Run to Morning (1974) – издаден и като „Bloody Passage“

### Като Джак Хигинс

#### Самостоятелни романи
- East of Desolation (1968)
- In the Hour Before Midnight (1969) – издаден и като „The Sicilian Heritage“
- Night Judgement At Sinos (1970)
- The Last Place God Made (1971)
- A Prayer for the Dying (1973)
- The Valhalla Exchange (1976)
- Storm Warning (1976)
- Solo (1980) – издаден и като „The Cretan Lover“
- Luciano's Luck (1981)
- Exocet (1983)
- A Season in Hell (1988)
- Memoirs of a Dance Hall Romeo (1989)

#### Серия „Лиъм Девлин“ (Liam Devlin)
1. The Eagle Has Landed (1975)
Орелът кацна, изд.: „Летера“, Пловдив (1994), прев. Анна Ралчева
2. Touch the Devil (1982)
3. Confessional (1985)
4. The Eagle Has Flown (1991)
Орелът отлетя, изд.: „Летера“, Пловдив (1995), прев. Ирина Алексиева

#### Серия „Дугъл Мънро и Джак Картър“ (Dougal Munro and Jack Carter)
1. Night of the Fox (1986)
Нощта на лисицата, изд. „Стубел“, София (1994), прев. Илиана Костова
2. Cold Harbour (1990)
3. Flight of Eagles (1998)

#### Серия „Шон Дилън“ (Sean Dillon)
1. Eye of the Storm (1992) – издаден и като „Midnight Man“
2. Thunder Point (1993)
Когато тайните изплуват, изд.: ИК „Плеяда“, София (1996), прев. Александра Главанакова
3. On Dangerous Ground (1994)
4. Angel of Death (1995)
5. Drink with the Devil (1996)
Да пиеш с дявола, изд.: ИК „Одисей“, София (1997), прев. Юлиана Цалева
6. The President's Daughter (1996)
Дъщерята на президента, изд.: ИК „Одисей“, София (1998), прев. Юлиана Цалева
7. The White House Connection (1998)
Мишена – Белият дом, изд.: ИК „Плеяда“, София (2004), прев. Весела Еленкова
8. Day of Reckoning (2000)
9. Edge of Danger (2000)
10. Midnight Runner (2002)
Среднощен бегач, изд.: ИК „Обсидиан“, София (2002), прев. Боян Дамянов
11. Bad Company (2003)
12. Dark Justice (2004)
13. Without Mercy (2005)
14. The Killing Ground (2007)
Божият чук, изд.: ИК „Плеяда“, София (2010), прев. Петър Нинов
15. Rough Justice (2008)
16. A Darker Place (2008)
17. Wolf at the Door (2009)
18. The Judas Gate (2010)
19. A Devil is Waiting (2012)
20. The Death Trade (2013)
21. Rain on the Dead (2012)
22. The Midnight Bell (2016)

#### Серия „Рич и Джейд“ (Rich and Jade) – сДжъстин Ричардс
1. Sure Fire (2006)
2. Death Run (2007)
3. Sharp Shot (2009)
4. First Strike (2009)

### Екранизации
- 1967 The Violent Enemy – по романа „A Candle for the Dead“
- 1972 The Wrath of God
- 1976 Орелът се приземи, The Eagle Has Landed
- 1984 To Catch a King – ТВ филм
- 1987 Молитва за умиращия, A Prayer for the Dying
- 1989 Confessional – ТВ сериал, 4 епизода – с Мики Рурк, Боб Хоскинс, Алън Бейтс, Сами Дейвис, Кристофър Фулфорд, Лиъм Нийсън
- 1990 Night of the Fox – ТВ филм
- 1996 On Dangerous Ground – ТВ филм
- 1997 Наемник, Midnight Man – ТВ филм, по романа „Eye of the Storm“
- 1997 Windsor Protocol – ТВ филм
- 1998 Thunder Point – ТВ филм